# 武川寿輔
武川 壽輔（むがわ じゅすけ、1877年(明治10年)11月15日 - 1939年(昭和14年)2月12日）は、日本の陸軍軍人、教育者。最終階級は陸軍少将、兵庫県立赤穂中学校（現：兵庫県立赤穂高等学校）の初代校長。

## 略歴
福島県安積郡福良村出身。父は旧会津藩藩士で県会議員の武川定八。安積中学から陸軍士官学校に進み、1897年（明治30年）卒業(9期)。1898年(明治31年)歩兵少尉に任官。陸軍大学校在学中に歩兵第27連隊の中隊長として日露戦争に出征。旅順攻囲戦に加わり203高地の攻防戦で負傷している。
戦後陸大(18期)を卒業し、教育総監部課員、歩兵第57連隊大隊長、第13師団、東京衛戍総督部の各参謀を経て歩兵第3連隊の連隊長に就任する。部下に秩父宮雍仁親王がいた。第20師団参謀長を経て1923年(大正12年)8月6日少将へ昇進するとともに歩兵第39旅団長となり、翌年予備役編入となる。
その後、安積中学の同級生であった小西重直らの推薦を受け、兵庫県立赤穂中学校校長に就任した。武川は赤穂藩に流刑された山鹿素行と同郷という縁があり、赤穂義士会会長を務めている。赤穂城内には武川の頌徳碑が建立され、没後50年に際し『武川先生の教育と思い出』が出版された。"やれば出来る。我に力あり"が口癖であった。稚松会会員。

## 著書
- 『歩兵野外必携』 蜻蛉舎、1908年
- 『軍人精神修養訓』 軍需商会出版部、1909年
- 『軍人勅諭訓話資料』 成武堂、1942年
- 『日露戦争の思い出』 武川先生顕彰実行委員会、 1989年